# Dead Silence
Dead Silence (bra: Gritos Mortais; prt: Silêncio Mortal) é um filme estadunidense de 2007, do gênero terror, dirigido por James Wan.

## Sinopse
Jamie e sua esposa Liza são um casal comum e feliz dos EUA. Sem motivo aparente, Jamie e Liza encontram na porta de sua casa um boneco vaudeville, e, apesar de desconfiados, ficam com ele. Depois disso Liza é brutalmente e misteriosamente morta; a polícia tem Jamie como único suspeito. Tentando provar sua inocência ele mergulha no passado de sua cidade e descobre uma maldição de uma mulher que foi morta e enterrada com sua coleção de bonecos, sendo que os bonecos desapareceram.

## Elenco
- Ryan Kwanten ..... Jamie Ashen
- Amber Valletta  ...  Ella Ashen
- Donnie Wahlberg.... Detetive Jim Lipton
- Judith Roberts..... Mary Shaw
- Michael Fairman.... Henry Walker
- Joan Heney......... Marion Walker
- Bob Gunton......... Edward Ashen
- Laura Regan........ Lisa Ashen
- Steven Taylor...... Michael Ashen
- David Talbot .......  Padre

## Crítica
O filme não tem boa recepção pela crítica profissional. Com a pontuação de 21% em base de 76 avaliações, o Rotten Tomatoes chegou ao consenso: "Mais de bom gosto do que filmes de terror recentes, mas Dead Silence é feito por personagens chatos, diálogo sem graça, e um final tosco desnecessário e óbvio".